# Jack Vest
Jack Douglas Vest (* 16. September 1926; † 2. Juni 1972 in Myrtle Beach, South Carolina) war ein US-amerikanischer Schiedsrichter im American Football, der von der Saison 1965 bis 1969 in der AFL und von der Saison 1970 bis zur Saison 1971 in der NFL tätig war. Er war Schiedsrichter des AFL-NFL Championship Games im Jahr 1968, welches heute als Super Bowl II bekannt sind. In der AFL trug er die Uniform mit der Nummer 15, in der NFL die Nummer 3.

## Karriere

### College Football
Vor dem Einstieg in die NFL arbeitete er als Schiedsrichter im College Football in der Southern Conference und Atlantic Coast Conference.

### National Football League
Vest begann im Jahr 1965 seine AFL-Laufbahn als Schiedsrichter. Nach der Fusion der AFL und NFL im Jahr 1970 bekleidete er ebenfalls die Position des Hauptschiedsrichters in der neuen NFL.
Er leitete den zweiten Super Bowl am 14. Januar 1968.
Nach seinem Tod ernannte die NFL Chuck Heberling als Nachfolger.